# Hans-Wilhelm von Bornstaedt
Hans-Wilhelm von Bornstaedt (* 25. Februar 1928 auf dem Familienstammgut Relzow, bei Murchin, dem briefadeligen Zweig derer von Bornstaedt in Vorpommern) ist ein ehemaliger deutscher Offizier der Bundeswehr.

## Leben
Seine Eltern waren der Landwirt Wilhelm Karl von Bornstaedt-Groß Bünzow (1898–1965) und Hildegard von Schultz (1901–1986), sie ließen sich 1936 scheiden. Zu diesem Zeitpunkt übernahm dann Hans-Wilhelm im Minorat das Erbe auf Relzow. Dieser Besitz umfasste 1939 etwa 982 ha.
1944 Flakhelfer, 1945 mit 17 Jahren Infanterist als Arbeitsmann im Wehrmachts-Einsatz. Nach Kriegsende Landwirtschaftliche Lehre, Ausbildung zum Techniker und folgend Entwicklungstechniker in „Ultron Fabrik Elektromedizinischer Geräte“. Techniker und Filialleiter in einem Rundfunk- und Fernseh-Fachgeschäft. Zuletzt Flugzeugelektroniker in der Werft der neuen Lufthansa in Hamburg-Fuhlsbüttel.
1956 Eintritt als Offiziersanwärter der Luftwaffe in die Bundeswehr. Ausbildung zum Generalstabsoffizier an der Technischen Akademie der Luftwaffe und der Führungsakademie der Bundeswehr im 7. Generalstabslehrgang Luftwaffe von 1963 bis 1964 in Hamburg, wo er zum Offizier im Generalstabsdienst ausgebildet wurde. Erste Verwendung als Generalstabsoffizier in der neu aufgestellten Stabsabteilung Planung im Führungsstab der Luftwaffe als „Referent Langfristige Planung Luftverteidigung und Fernmelde und Elektronik“. Dort Konzeption und Einleitung des Versuchsbetriebs der ersten operativen Führungssysteme mit Rechnerunterstüzung „DISTEL“ und „EIFEL“ im Taktischen Operationszentrum (TOC) der Luftwaffe in Karlsruhe. Weitere Verwendung als Stellvertretender Abteilungsleiter A6 im Luftwaffengruppenkommando Süd in Karlsruhe, und dann als Abteilungskommandeur und Stellungskommandant der Radarstellung Schleswig. Internationalen Ausbildung am „US-Armed-Forces-Staff-College“ in Norfolk, Virginia, USA. Anschließend Referatsleiter „Rüstungsplanung“ im Führungsstab der Streitkräfte in Bonn. Im Wechsel zwischen Ministeriums- und Truppenverwendungen Abteilungsleiter und Chef des Stabes im Luftwaffenführungsdienstkommando in Köln-Wahn. Zurück ins Ministerium als „Stabsabteilungsleiter Planung“ im Führungsstab der Streitkräfte (Erarbeitung und politische Billigung des ersten „15 Jahre-Streitkräfteplans der Bundeswehr“). Danach zurück in die Truppe als Kommandeur und Befehlshaber.
Im Jahre 1976 wurde er zum Brigadegeneral befördert, als einer der ersten Generäle ohne Wehrmachtsvergangenheit, und 1982 zum Generalmajor. Von 1976 bis 1980 war er Stabsabteilungsleiter Führungsstab der Streitkräfte VI im Bundesministerium der Verteidigung in Bonn, von 1980 bis 1982 Kommandeur Luftwaffenführungsdienstkommando und von 1982 bis 1984 Divisionskommandeur der 2. Luftwaffendivision und anschließend bis zu seiner Pensionierung 1987 Befehlshaber des Wehrbereichs II der Bundeswehr für die Bundesländer Niedersachsen und Bremen.
1952 heiratete er in Cuxhaven Ottonie von Trauwitz-Hellwig. Das Ehepaar hatte die Tochter Carmen sowie die Söhne Falk-Wilhelm und Hans-Wolf die alle drei eine Familie gründeten. Hans-Wilhelm von Bornstaedt hatte die Brüder Karl-Wilfried und Eckhart.

## Auszeichnungen
- 1979 Ehrenritterkreuz des Johanniterordens
- 1984 Bundesverdienstkreuz 1. Klasse
- 1987 Ehrenkreuz der Bundeswehr in Gold
- 1987 Wehrbereichsmedaille WB II
- 1994 Rechtsritter des Johanniterordens